# ليوبولد كول
ليوبولد كول (بالألمانية: Leopold Kohl)‏ هو متزحلق نوردي مزدوج نمساوي، ولد في 21 مارس 1930.

## وصلات خارجية
- ليوبولد كول على موقع أوليمبيديا (الإنجليزية)